# Casa consistorial de Palafrugell
La casa consistorial de Palafrugell es un edificio situado en la localidad de Palafrugell, sede del ayuntamiento del municipio, situado en la provincia española de Gerona, Cataluña. El edificio es el antiguo Casal Bech de Careda, de estilo novecentista y calificado como Bien cultural de interés local.

## Características

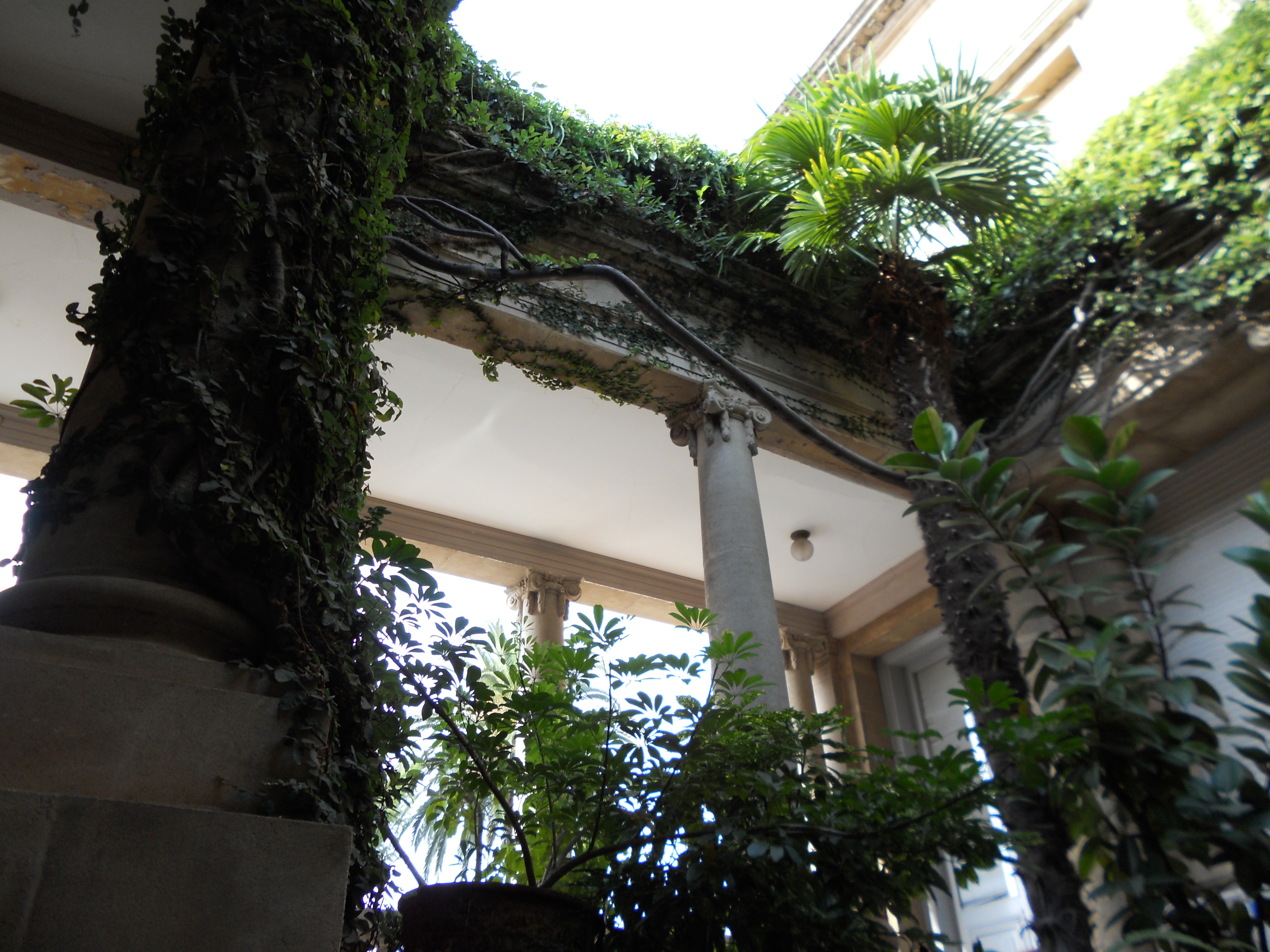
Detalle de las columnas y el jardín del patio interior del ayuntamiento

Se trata de un edificio de grandes dimensiones que ocupa toda una isla y que ha sido muy modificado por su adaptación como ayuntamiento. El acceso se realiza por la calle Cervantes, donde una escalera que envuelve a un pequeño patio conduce a los pisos superiores. La fachada que da a la plaza es de estructura simétrica y consta de un cuerpo central y dos laterales más bajos, en forma de galería. El central consta de planta baja, dos pisos y terraza. La planta principal y el piso tienen tres cuerpos curvos que sobresalen de la línea de fachada. En el segundo piso, el menaje se encuentra en un plano más retirado y solo sobresale la parte central curva. El edificio lo corona una azotea con una construcción cúbica centrada con otra pequeña azotea superior. El conjunto presenta elementos de inspiración clásica. Cabe destacar el uso decorativo de los elementos como capiteles o balaustres. En el ángulo de las calles Cervantes y Progreso se halla un templete de planta circular con vuelta de ladrillo plano.

## Historia
El casal Bech de Careda se construyó en los años 20 en estilo novecentista. Los Bech de Careda eran un linaje de sureros de Agullana, que mantenían una estrecha relación con Palafrugell. El casal estuvo deshabitado durante muchos años en la posguerra. Tenía un amplio jardín a modo de parque, ahora ocupado por la avenida Pla y el jardín público y los edificios hoy construidos.
La antigua casa Bech pasó a ser propiedad municipal en 1962, después de la permuta acordada por el ayuntamiento de esta finca (propiedad de los señores Agramunt Sala) por la de propiedad municipal conocida como Horta d'en Carles. Actualmente el edificio alberga la policía municipal además de las dependencias del ayuntamiento.
Àngela Clos Batlle fue la primera regidora del ayuntamiento. Se incorporó como tal en la sesión de 17 de octubre de 1936, presidida por el alcalde Ramir Deulofeu. Era una de las personas designadas en representación de la Federación Local de Sindicatos de Industrias.